# Waldelens
El Waldelens són els descendents de Waldelè, una família notable de Borgonya que va exercir els principals càrrecs polítics, militars i eclesiàstics i foren gran terratinents. La seva genealogia és:
- Magnachar (duc d'Aventicum vers 506-565), casat amb una dona noble galoromana
  - Guntio
  - Wiolic
  - Marcatruda, reina de Borgonya esposa de Guntram
  - Waldelè o Wandelè, casat amb Èlia Flàvia de la noblesa galoromana
    - Donat de Besançon, monjo de Luxeuil i després bisbe de Besançon.
    - Félix Cramnelè (Chramnelenus), duc, restaura l'abadia de Romainmôtier i funda el monestir de Baulmes el 952. Fou un dels dotze ducs que va combatre a Gasconya vers el 635 o 636. Va donar suport a Flaochad, majordom de palau, contra Willibad, patrici del Vienès del 639 al 642.
      - Cramnelè (Chramnelenus), bisbe d'Embrum

    - Aquilina del Jura, fundador de l'abadia de Bèze el 616 o 630
      - Waltlalè, monjo i després primer abat a Luxeuil
      - Adalric, duc del pagus Attoariensis (Alsàcia) 
        - Eticó-Adalric d'Alsàcia, fundador dels Eticònides.

    - Siruda, religiosa en un monestir de monges fundat per la seva mare

Una branca de la família foren la gens Abbo, amb el següent quadre:
- Marró casat amb Dodina
  - Félix 
    - Abbó bisbe de Torí i casat amb Rústica

  - Valquí bisbe d'Embrum (735-740)
  - Simforià, bisbe de Gap
  - Dodon casat amb Dodana
  - Eptolena
    - Honoradi

## Rdferència
- Georges de Manteyer, La Provence du premier au douzième siècle, en línia a